# Danton (slagskepp)
Danton var ett slagskepp av pre-dreadnought-typ som tillhörde den franska flottan. Fartyget var det första i Danton-klass, som hon utgjorde tillsammans med systerfartygen Condorcet, Diderot, Mirabeau, Vergniaud och Voltaire. Danton deltog i första världskriget då hon tjänstgjorde i Medelhavet. Den 19 mars 1917 torpederades hon av en tysk ubåt utanför Sardinien och sjönk på 45 minuter.
Fartyget var döpt efter den franske revolutionspolitikern Georges Jacques Danton.

## Utformning

### Skrov och pansar
Danton var 144,9 meter lång, 25,8 meter bred och hade ett djupgående på 9,2 meter. Standarddeplacementet uppgick till 18 318 ton och det maximala deplacementet till 19 763 ton. Sidpansaret var 27 cm tjockt medan pansarskyddet för strids- och manövertorn hade en tjocklek på 30 cm.

### Maskineri
Danton var det första franska slagskepp att utrustas med ångturbiner. Maskineriet bestod av tjugosex Belleville–ångpannor som genererade ånga till fyra Parsons–ångturbiner. Den sammanlagda maskinstyrkan uppgick till 22 500 axelhästkrafter, vilket gav fartyget en toppfart på omkring 19 knop. 

### bestyckning
Huvudartilleriet utgjordes av fyra 30,5 cm kanoner i två dubbeltorn, placerade på var sida av överbyggnaden. Sekundärartilleriet bestod av tolv 24 cm kanoner fördelade på sex dubbeltorn med tre på var sida av fartyget. Den resterande bestyckningen utgjordes av sexton 75 mm kanoner, placerade i skrovet, tio 47 mm kanoner, som var uppställda i överbyggnaden, och två 45 cm torpedtuber.

## Historia
Danton kölsträcktes vid flottbasen i Brest i februari 1906 och sjösattes den 4 juli 1909. Efter att ha erhållit fullständig utrustning levererades hon sedan till flottan den 1 juni 1911. En vecka senare avseglade hon till England för att representera Frankrike under George V:s kröningsrevy vid Spithead. Under första världskriget tjänstgjorde hon i den franska medelhavsflottan och skyddade trupptransporter från Nordafrika. Den 19 mars 1917 torpederades fartyget av den tyska ubåten U–64, 19 sjömil sydväst om Sardinien. Danton sjönk på 45 minuter. 806 av de 1012 ombordvarande kunde räddas.

## Bildgalleri

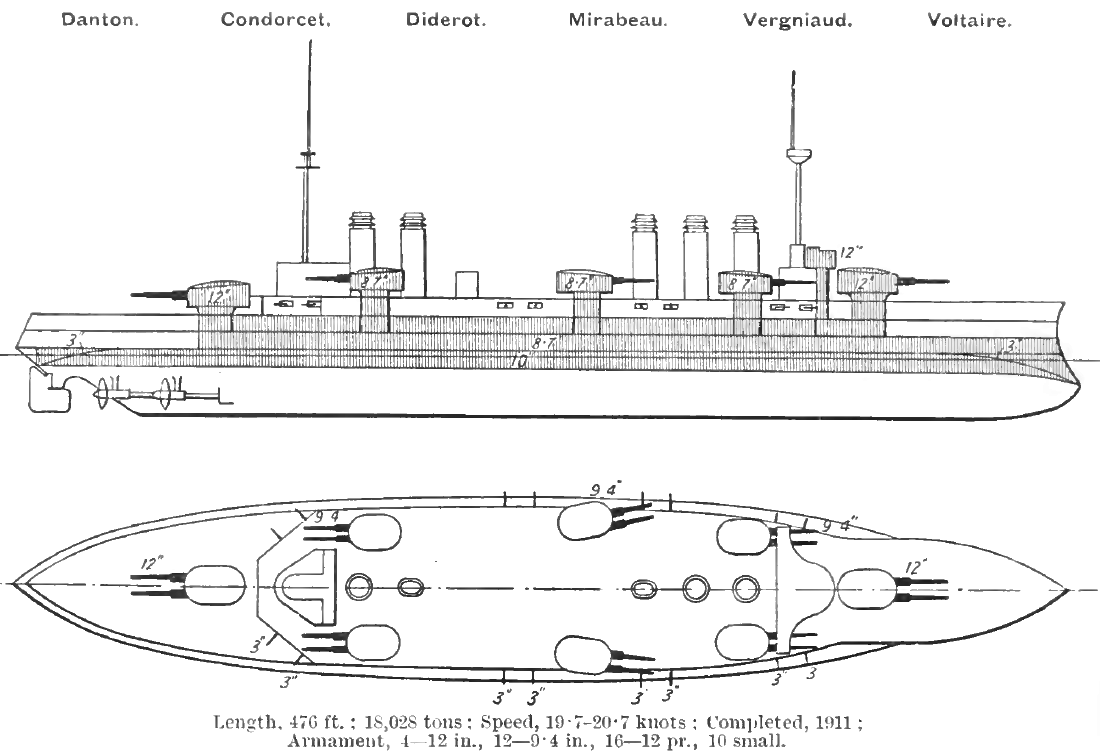
Ritning av Danton med kanonernas kalibrar markerade i tum.